# Museo de Historia Natural de Ginebra

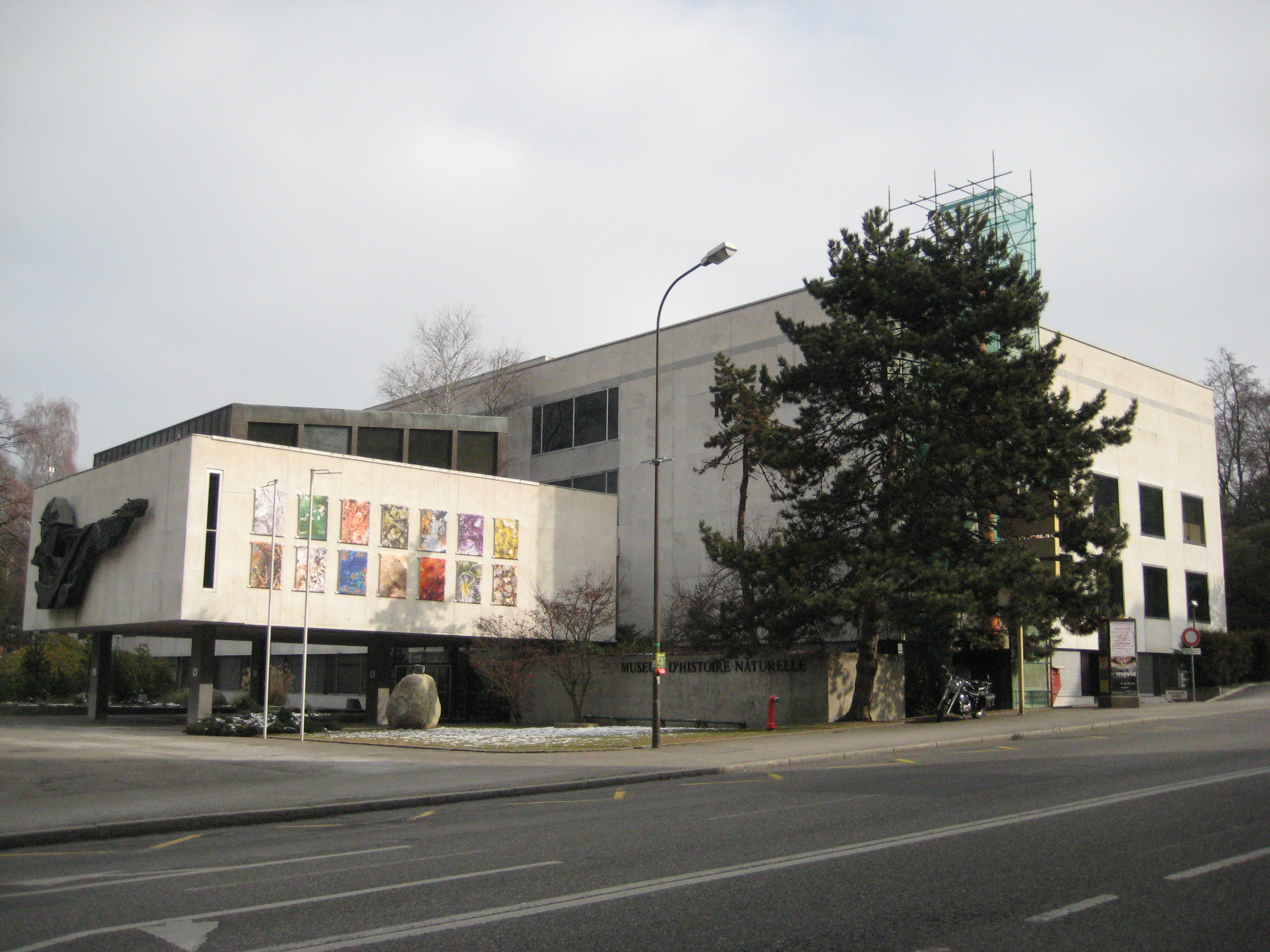
Museo de Historia Natural de Ginebra

El Museo de Historia Natural de Ginebra (en francés, Muséum d'histoire naturelle de Genève) es un museo de historia natural que se encuentra en Ginebra, Suiza.
La colecciones de Louis Jurine de Hymenoptera, Coleoptera, Lepidoptera y Hemiptera se llevan a cabo por el museo.
El museo también contiene una colección de modelos de invertebrados incrustados en vidrio por Leopold y Rudolf Blaschka y una tortuga de dos cabezas llamado Janus.